# 사이먼스 재단
사이먼스 재단(영어: Simons Foundation)은 1994년 마릴린 사이먼스와 짐 사이먼스가 설립한 미국 뉴욕에 본부를 둔 민간 재단이다. 2022년 기준 50억 달러 이상의 자산을 보유한 미국 최대 자선 단체 중 하나로 사명은 기초 과학 연구의 한계까지 발전시키는 것이다. 재단은 개별 연구자와 그들의 프로젝트에 보조금을 지급하여 과학을 지원한다.
2021년 마릴린 사이먼스가 26년간의 회장직에서 물러나고 천체물리학자 데이비드 스퍼겔이 회장으로 임명되었다.

## 플랫아이언 연구소
2016년 컴퓨터 과학에 중점을 둔 사내 종합 연구 기관인 플랫아이언 연구소를 설립했다. 플랫아이언 연구소는 다음 5개 분야에서 계산 과학 센터를 운영하고 있다.

## 지원 분야
다음 네 가지 프로그램 영역에 보조금을 지원하고 있다:
- 수학 및 물리학
- 생명과학
- 자폐증 연구
- 교육

## 주요 펀딩
2022년 5월, STEM 분야의 다양성을 높이기 위해 스토니 브룩 대학교와 파트너십을 맺고 5,600만 달러를 기부했다.
2023년 4월, 뉴욕시의 거버너스섬에서 2028년에 개장할 예정인 글로벌 기후 위기에 대한 역동적인 솔루션을 개발하고 배포하기 위한 7억 달러 규모의 172에이커 규모의 국제 센터인 뉴욕 기후 거래소에 1억 달러를 기부할 것을 약속했다.
2023년 6월, 스토니 브룩 대학교에 5억 달러의 무제한 기부를 제공했는데, 이는 미국 대학에 기부한 것 중 가장 큰 기부금 중 하나이다.
사이먼스 재단은 협력과 지속적인 학습을 통해 학교, 지역사회, 직업 전반에 지속적인  뛰어난 수학과 과학 교사들로 구성된 공동체인 Math for America의 주요 후원단체이다.

## 지원기관
- 사이먼스 기하학물리 연구소 (스토니 브룩 대학교)
- 사이먼스 양적 생명과학 연구소 (콜드스프링하버 연구소)
- 사이먼스 전산이론 연구소 (캘리포니아 대학교 버클리)
- 사이먼스 라우퍼 수리과학연구소 (캘리포니아 대학교 버클리)
- 사이먼 사회적 뇌 연구소 (매사추세츠 공과대학교)
- NSF-사이먼스 양적 생명과학 연구소 (노스웨스턴 대학교)

## 언론 지원
수학, 이론 물리학, 이론 컴퓨터 과학 및 기본 생명 과학의 발전에 대해 다루는 온라인 간행물인 콴타매거진과 자폐증 연구의 발전에 대한 뉴스와 분석을 제공하는 온라인 간행물인 스펙트럼에 자금을 지원하고 있다. 두 사이트는 독립된 편집권을 보장받고 있다.